# المواسك (السدة)

تعديل مصدري - تعديل

المواسك هي إحدى قرى عزلة الأعماس بمديرية السدة التابعة لمحافظة إب، بلغ تعداد سكانها 153 نسمة حسب تعداد اليمن لعام 2004.